# فينتوري
جيوفاني باتيستا فينتوري (بالإيطالية: Giovanni Battista Venturi)‏ (15 مارس 1746 -24 أبريل 1822) فيزيائي ومؤرخ علمي ودبلوماسي إيطالي. اشتهر باختراعه أنبوب فينتوري الذي يصف العلاقة بين سرعة المائع وضغطه. حيث اكتشف أن ضغط السائل الجاري في الأنبوب ينخفض عند حدوث تضيق في مقطع الأنبوب.

## روابط خارجية
- فينتوري على موقع الموسوعة البريطانية (الإنجليزية)